# Учебно-тренировочная база ВМС Израиля

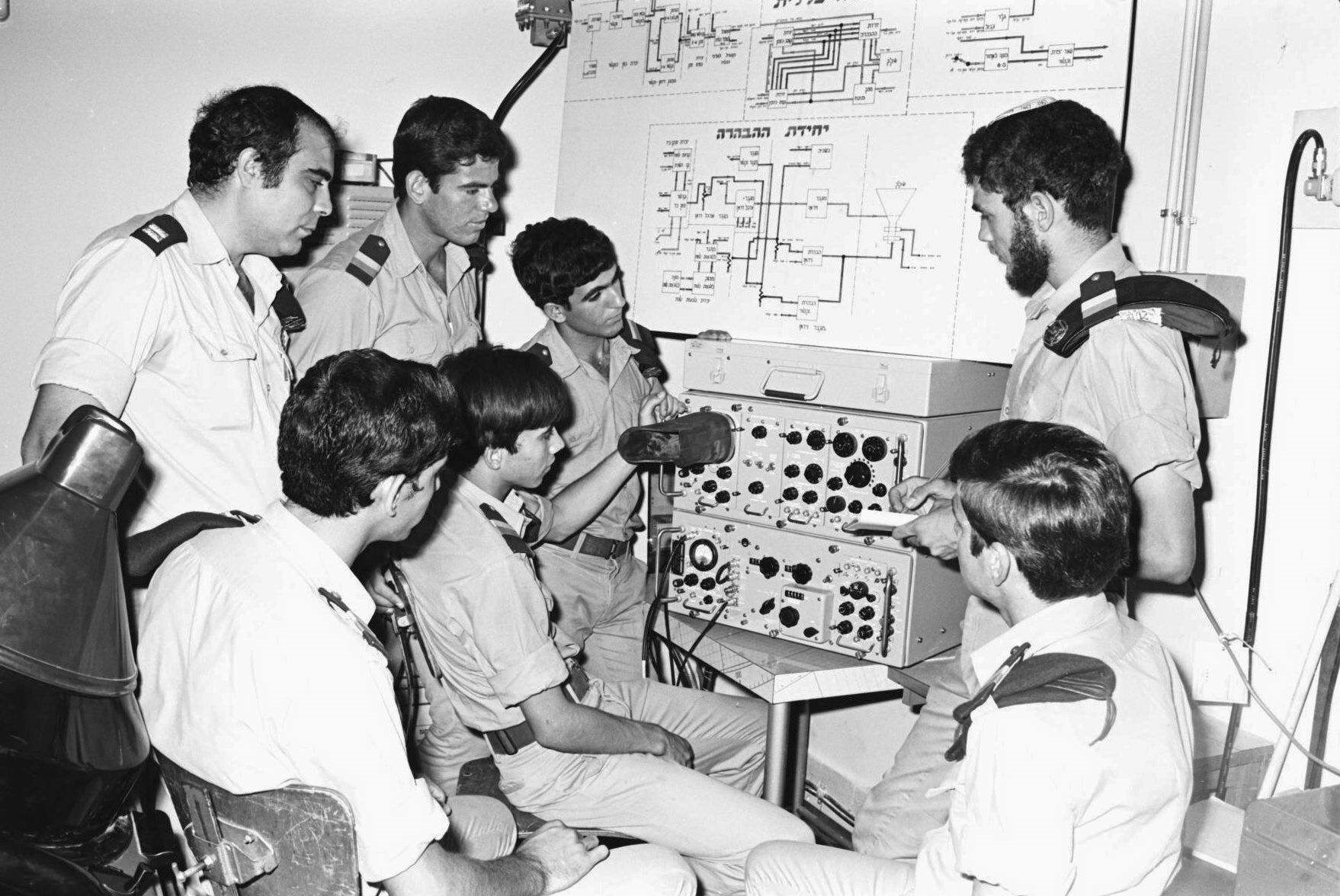
Инструктаж по электронике

Учебно-тренировочная база ВМС Израиля (ивр. בה"ד חיל הים‎, также «База 600» ивр. בסיס 600‎) — единственная учебно-тренировочная база общего обучения ВМС Израиля. Расположена в Хайфе в районе Бат-Галим на берегу Средиземного моря. База использовалася военнослужащими Британского Королевского флота во время Британского мандата в Палестине. С июля 2021 года начальником базы является полковник Тамир Шемеш.

## Общие сведения
Представляет собой центральную тренировочную базу ВМС Израиля.
В 2008 году было создано Военно-морское техническое училище «Цур-Ям», которое расположено на базе 600 и обучает учащихся девятых-двенадцатых классов техническим предметам, а также дает своим ученикам общие знания о военно-морском флоте.
На базе действуют все тренировочные программы и курсы ВМС, в том числе и Школа военно-морского командования ВМС Израиля и Израильская военно-морская академия.
Командует базой офицер в звании полковника (до 1971 года — подполковника). .

## Обучение
База отвечает за обучение всех солдат ВМС Израиля, за исключением бойцов 13-й флотилии и ряда общих профессий, преподаваемых на других общевойсковых тренировочных базах (например, медиков). Тренировки включают в себя подготовку бойцов ракетных и сторожевых кораблей по всем профессиям (около 20 различных курсов), моряков-техников ВМС (около 30 различных профессий), персонал подводных лодок, профессиональные курсы для сверхсрочников и различные общие виды обучения флота.